# Autorità europea per la sicurezza alimentare
L'Autorità europea per la sicurezza alimentare (in sigla EFSA, acronimo dall'inglese European Food Safety Authority) è un'agenzia dell'Unione europea istituita nel 2002. La sua sede è a Parma, in Italia. Fornisce consulenza scientifica e una comunicazione efficace in materia di rischi, esistenti ed emergenti, associati alla catena alimentare.

## Scopi d'istituto
L'EFSA produce consulenza specialistica per consentire alla Commissione europea, al Parlamento europeo e agli Stati membri dell'UE di prendere decisioni efficaci e puntuali in materia di gestione del rischio, grazie alle quali viene assicurata la protezione della salute dei consumatori europei e la sicurezza del cibo e della catena alimentare.
L'Autorità comunica con il pubblico in modo aperto e trasparente su tutte le materie che rientrano nel suo ambito di competenza. Le attività scientifiche dell'EFSA vengono utilizzate dalle autorità responsabili delle decisioni politiche per adottare o revisionare la legislazione europea in materia di sicurezza dei cibi e dei mangimi, per decidere in merito all'approvazione di sostanze regolamentate, come fitofarmaci e additivi alimentari, oppure per introdurre nuovi quadri normativi e formulare nuove politiche, ad esempio nel settore della nutrizione.
L'EFSA ha già formulato pareri scientifici su una vasta serie di questioni problematiche legate al rischio. Tra queste: l'encefalopatia spongiforme bovina (BSE) e le encefalopatie spongiformi trasmissibili (TSE), la sicurezza degli additivi alimentari come l'aspartame, gli ingredienti alimentari allergenici, gli organismi geneticamente modificati (OGM), i pesci da allevamento o selvatici, i fitofarmaci e le problematiche di sanità veterinaria come l'influenza aviaria.
L'EFSA, inoltre, assume incarichi di lavoro di sua spontanea iniziativa in ambiti scientifici, come i rischi emergenti, nei quali le conoscenze e gli approcci sono in costante evoluzione. Un esempio di tale attività è lo sviluppo di un approccio armonizzato per comparare i rischi che presentano le sostanze potenzialmente cancerogene.
L'Autorità raccoglie e analizza dati scientifici per garantire che la valutazione del rischio a livello comunitario avvenga in base ad informazioni scientifiche di assoluta completezza. L'EFSA svolge tale attività in collaborazione con gli Stati membri dell'UE nonché tramite consultazioni pubbliche e inviti per raccogliere informazioni da fonti esterne.
Infine, attraverso le proprie azioni di comunicazione dei rischi, l'EFSA fornisce informazioni coerenti, accurate e puntuali su questioni di sicurezza alimentare a tutte le parti interessate e al pubblico in generale, sulla base delle valutazioni del rischio effettuate dall'Autorità e della sua esperienza scientifica.

## Struttura
L'EFSA è costituita da quattro organi:
- il consiglio di amministrazione prepara il bilancio dell'EFSA, ne approva il programma di lavoro annuale ed è responsabile della collaborazione dell'Autorità con le organizzazioni partner in tutta l'Unione europea e non solo.
- Il direttore esecutivo ricopre la funzione di rappresentante legale dell'Autorità. Il direttore esecutivo è responsabile per tutte le questioni operative e relative all'organico nonché per la redazione dei programmi di lavoro annuali in consultazione con la Commissione europea, il Parlamento europeo e gli Stati membri dell'UE.
- Il direttore esecutivo si avvale della collaborazione del foro consultivo, costituito rappresentanti degli organi nazionali responsabili della valutazione del rischio negli Stati membri, ed inoltre da osservatori di Islanda, Norvegia e Svizzera, e da un rappresentante della Commissione europea.
- I pareri scientifici e la consulenza dell'EFSA sono formulati dal comitato scientifico e dai gruppi scientifici, ciascuno nei rispettivi ambiti di specializzazione. I membri del comitato scientifico e dei gruppi scientifici dell'EFSA sono scienziati altamente qualificati ed esperti nella valutazione del rischio.
- Più volte, nel corso degli anni, è stato denunciato da associazioni e deputati europei il conflitto di interesse tra membri dell'EFSA e le industrie dei fitofarmaci e della chimica

## Finanziamento delle attività
L'EFSA è un'agenzia europea indipendente, finanziata dal bilancio dell'Unione europea, che opera in maniera autonoma rispetto alla Commissione europea, al Parlamento europeo e agli Stati membri dell'UE.